# Endla naturreservat
Endla naturreservat (estniska: Endla looduskaitseala) är ett naturreservat i Estland. Det ligger på gränsen mellan landskapen Jõgevamaa, Järvamaa och Lääne-Virumaa, 100 km sydost om huvudstaden Tallinn. Den ligger kring sjön Endla järv och naturrervatet som i stor utsträckning består av våtmarker avvattnas av Põltsamaa jõgi.  
Trakten ingår i den hemiboreala klimatzonen. Årsmedeltemperaturen i trakten är 2 °C. Den varmaste månaden är juli, då medeltemperaturen är 17 °C, och den kallaste är februari, med −11 °C.

## Galleri

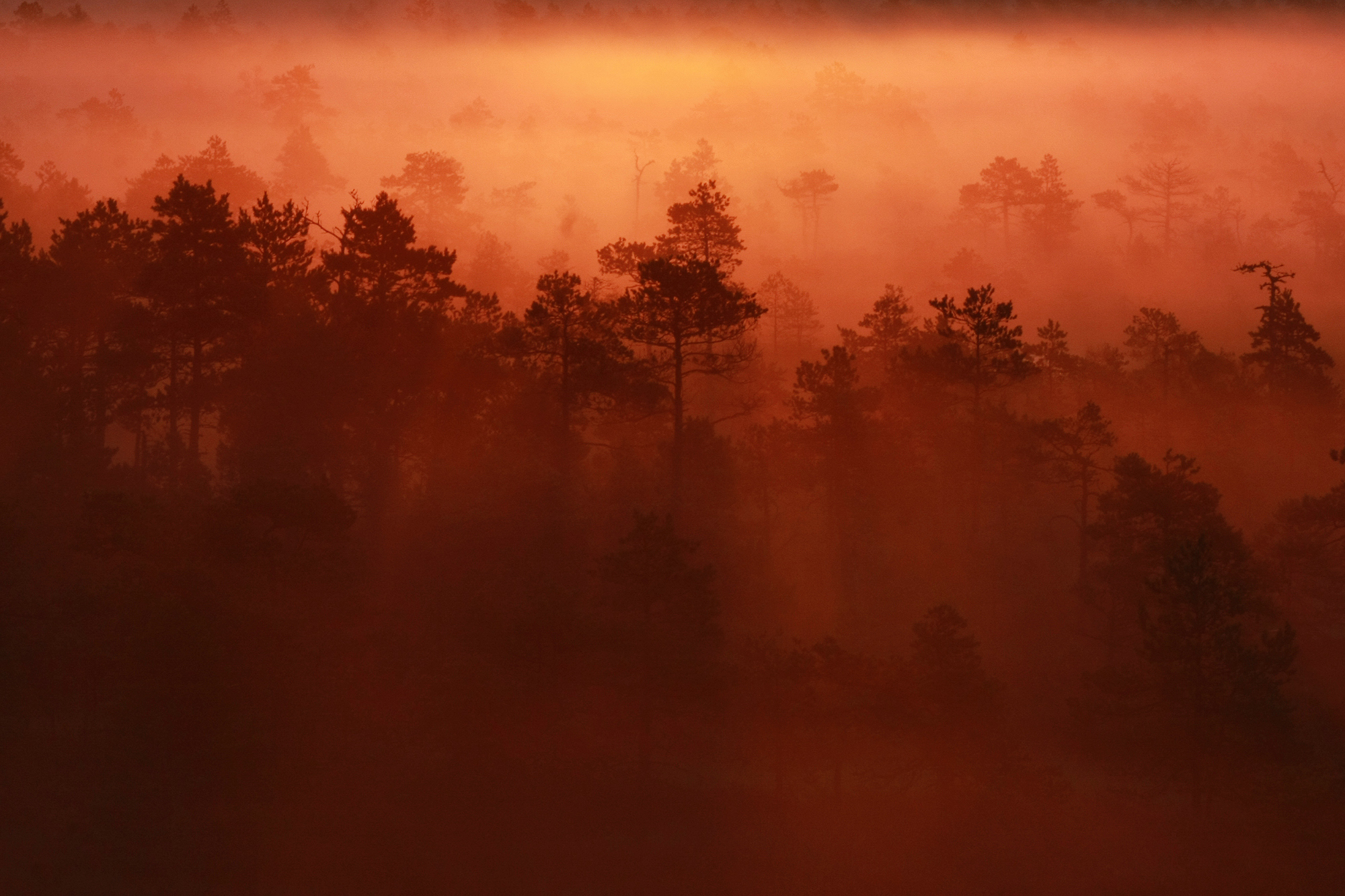
Männikjärv
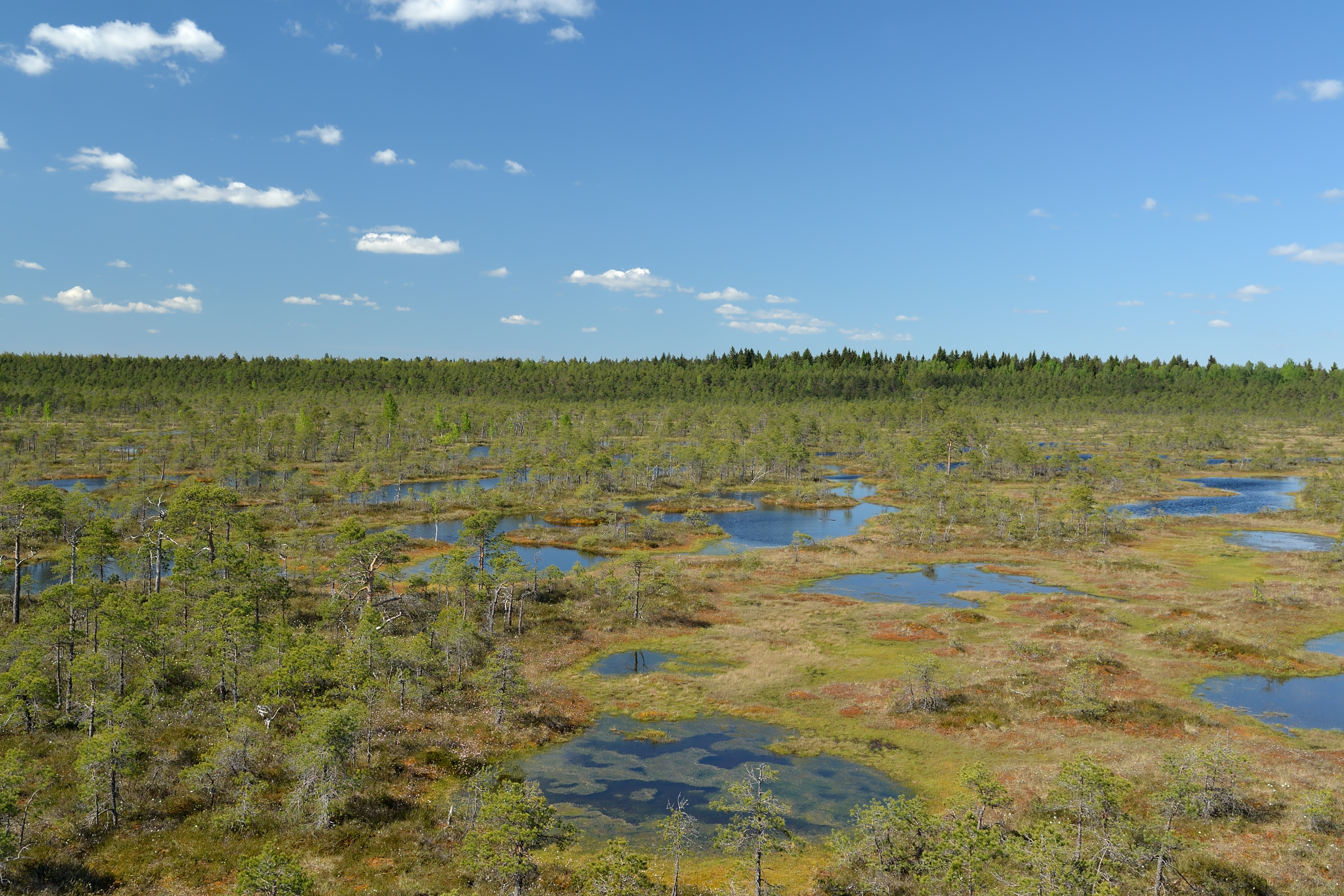
Männikjärv
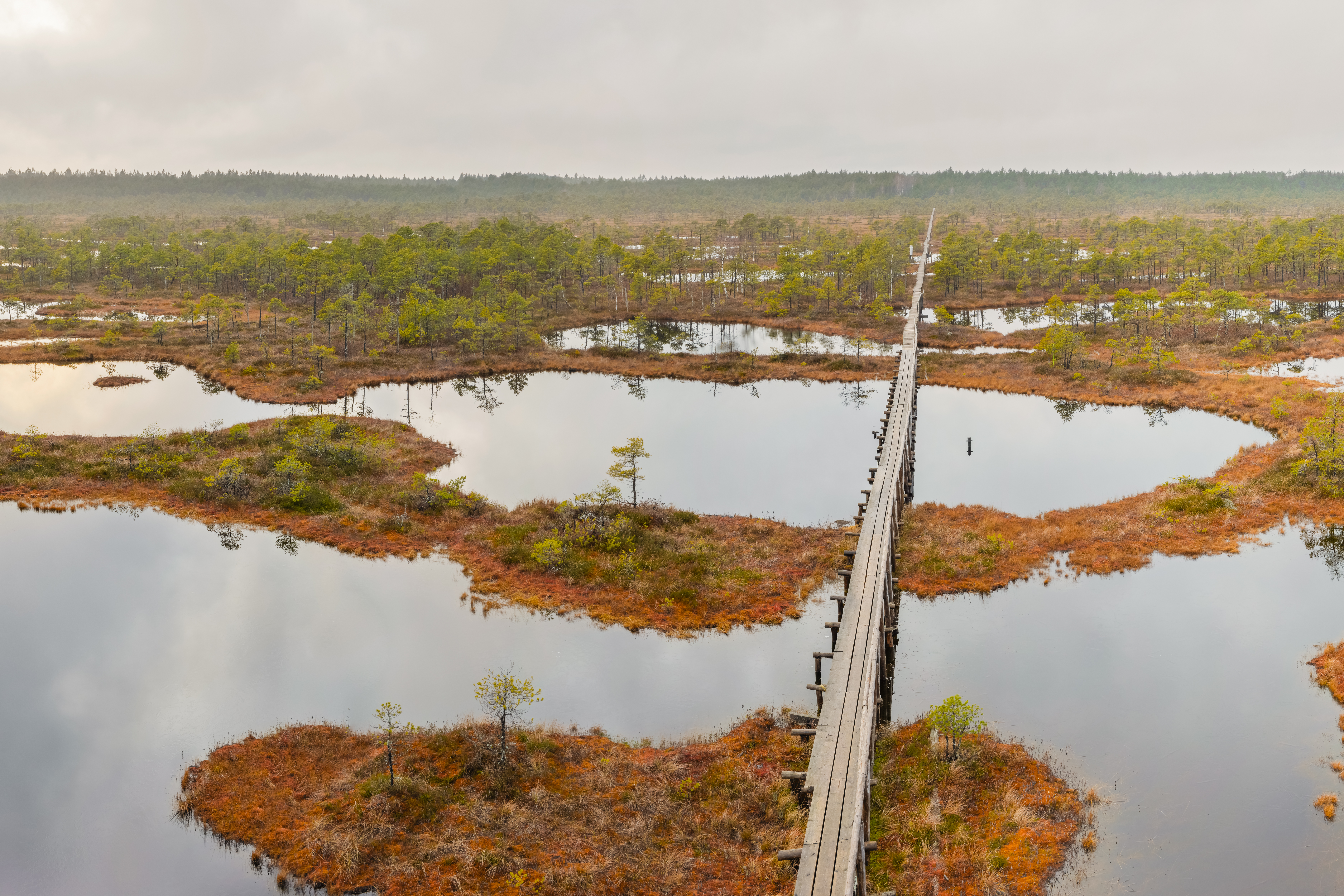
Männikjärv raba
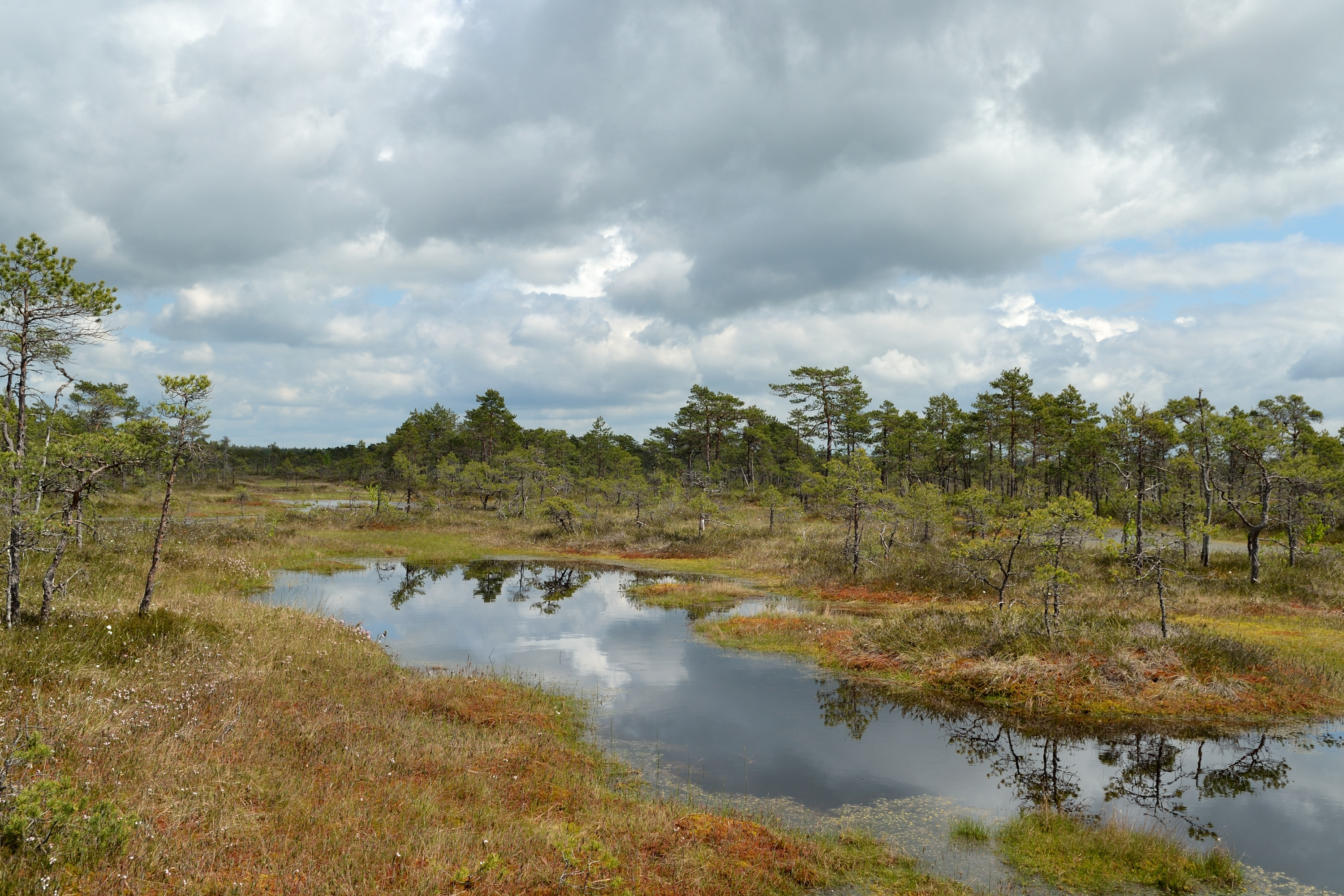
Kaasikjärv
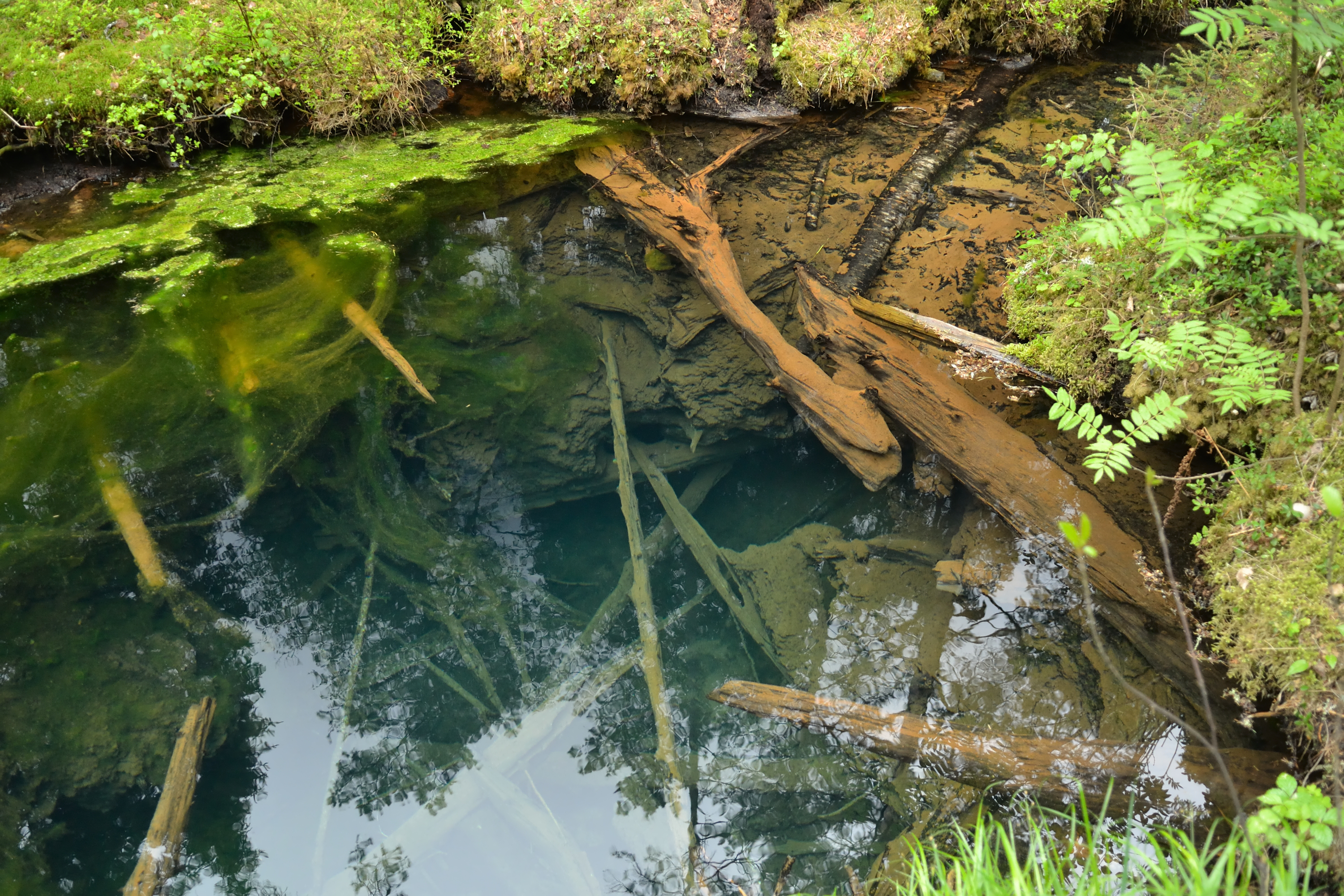
Källa